# Parc naturel des marais de Santoña, Victoria et Joyel
Le parc naturel des marais de Santoña, Victoria et Joyel est un parc naturel d'Espagne situé en Cantabrie qui comprend trois zones : l'estuaire formé par le fleuve Asón (Santoña-Laredo) et les marais Victoria et Joyel. L'ensemble constitue la principale zone humide de la côte cantabrique. Il a été déclaré réserve naturelle par la loi 6/1992, du 21 mars, du chef d'État et reclassé plus tard comme parc naturel par la loi de Cantabrie 4/2006 du 19 mai sur la conservation de la nature.
Il occupe 6 678 hectares répartis entre les municipalités d'Ampuero, Argoños, Arnuero, Bárcena de Cicero, Colindres, Escalante, Laredo, Limpias, Noja, Santoña et Voto. Cette enclave unique, en plus d'être abondante en faune marine, est utilisée par les oiseaux migrateurs, venant du nord et du centre du continent, en route vers des terres plus chaudes. Globalement, dans cet espace naturel, 121 espèces d'oiseaux liées au milieu aquatique ont été observées à ce jour.

## Histoire
En 1987, les associations environnementales SEO (Société espagnole d'ornithologie, actuellement SEO/BirdLife) et ARCA (Association pour la défense des ressources naturelles de Cantabrie), ont déposé une plainte auprès de la Commission des Communautés européennes pour la mauvaise situation et le danger subi par les marais de Santoña (assèchement de zones du marais, construction du tronçon Santoña-Argoños du Ca-141, etc.), qui mettent en péril le séjour annuel de milliers d'oiseaux migrateurs, dont certains sont en voie d'extinction. Cette même année, le dossier d'infraction est ouvert.
En mars 1992, et avant que l'arrêt de la Cour de Luxembourg ne soit rendu, l'Espagne a déclaré la réserve naturelle. Enfin, en 1993, la Cour a condamné l'Espagne pour violation de ses obligations en vertu du traité CEE, en étant la première condamnation environnementale de la part de la Cour européenne envers l'Espagne.

## Caractéristiques

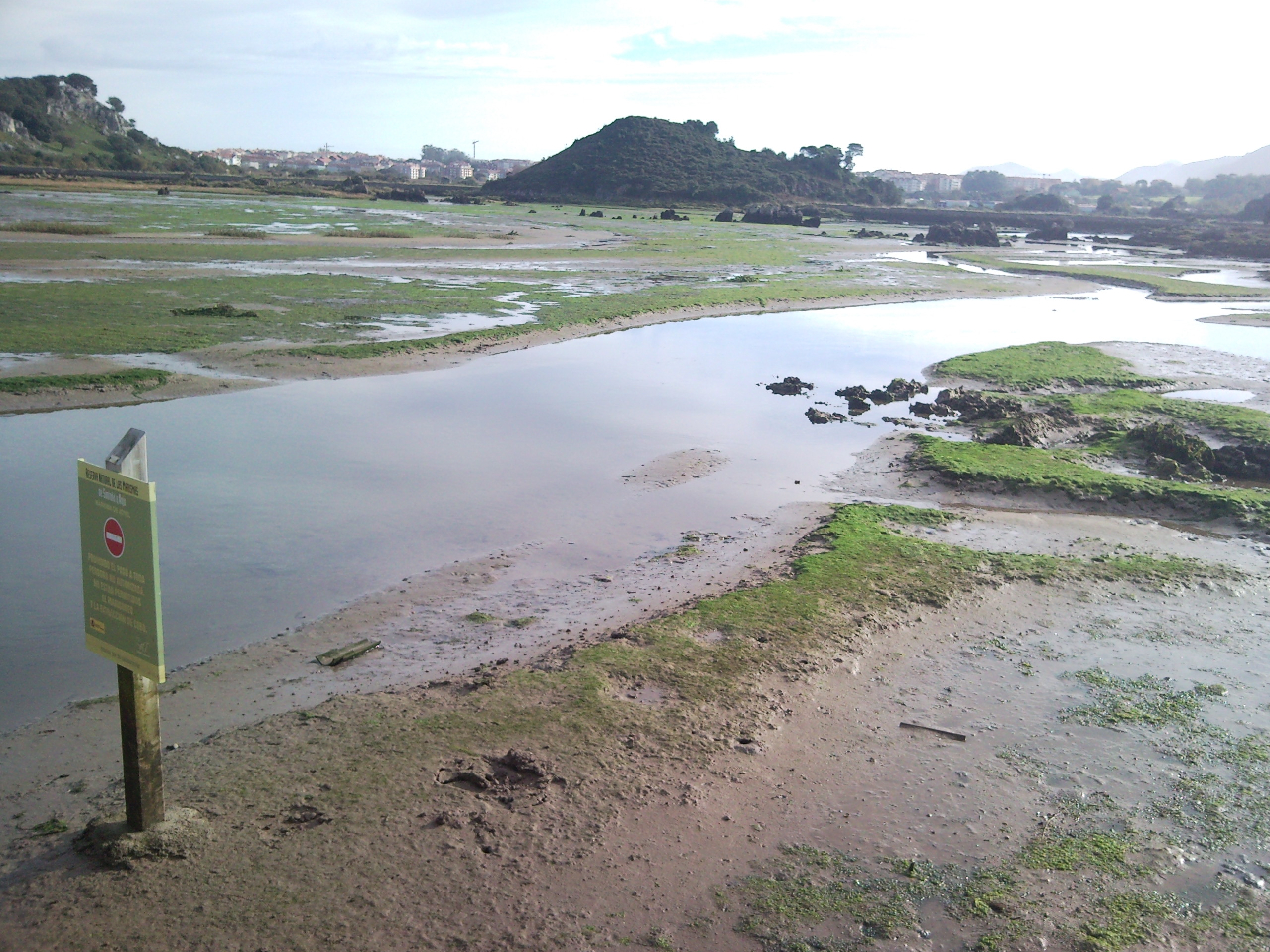
Vue partielle du Marais Joyel à marée basse.

Ces marais constituent le plus important ensemble de zones humides pour la sauvagine dans le nord de la péninsule ibérique, étant essentiels pour l'hivernage et la migration de nombreuses espèces. La réserve naturelle comprend également des chênaies vertes, des garrigues, des prairies, des pâturages, des plages et des dunes. Dans ces zones, 33 espèces de mammifères ont été détectées. Ce qui attire le plus l'attention, c'est le spectacle impressionnant de milliers d'oiseaux, qui sur toute sa longueur et sa largeur se déplacent sans cesse.
De plus, dans l'estuaire d'Asón, sont élevés des espèces de poissons de grand intérêt commercial telles que le bar, le rouget, la dorade, la sole et l'anguille, ainsi que le saumon atlantique, et c'est également un lieu important pour la pêche aux crustacés. Il convient également de noter le développement de l'industrie de la conserve, en particulier de l'anchois et de la bonite, qui a déterminé la pêche et l'activité économique de cette zone.
Divers moulins à marée (sur les 20 qui ont existé dans la région de Santoña) ont été conservés, autrefois utilisés pour tirer parti de l'énergie marémotrice.
À l'intérieur se trouve le centre pénitentiaire Penal de El Dueso (es), qui, profitant de son emplacement, a développé un projet pour mener des activités de sensibilisation et de formation à l'environnement avec les détenus de la prison,, parmi lesquels un recensement de la spatule blanche ou des promenades ornithologiques, entre autres. Ce projet a reçu le prix européen de l'Organisation mondiale de la santé pour les bonnes pratiques de santé en prison en 2005.

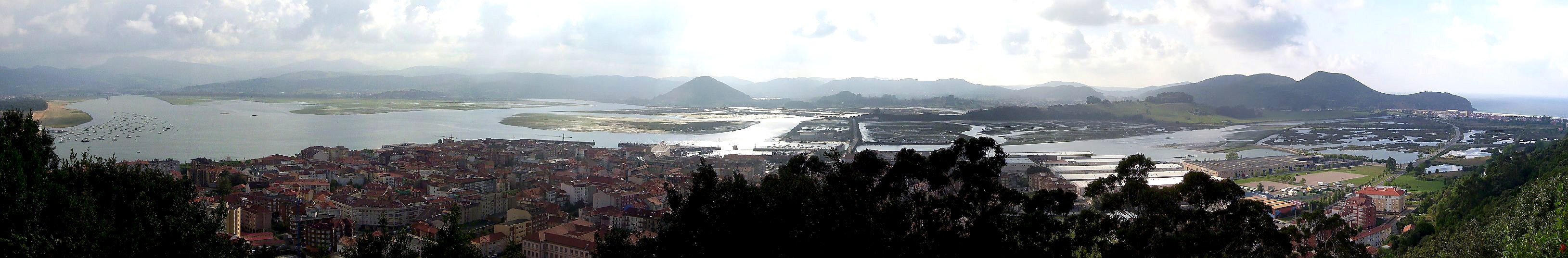
Vue panoramique sur les marais et l'embouchure de la rivière Asón depuis le mont Buciero. Au premier plan la ville de Santoña et au fond le parc naturel.

## Biodiversité
Les mammifères les plus abondants sont ceux qui ont leur habitat dans les chênes verts, les garrigues et les prairies. Plus d'une trentaine d'espèces ont été détectées, parmi lesquelles le chat sauvage, le sanglier et le chevreuil.

### Avifaune
L'aspect ornithologie est sans doute la plus grande richesse du parc : au total, plus de 130 espèces différentes peuvent être observées. C'est un point important pour la migration ou l'hivernage de nombreuses espèces de canards, d'échassiers et de goélands. Le parc inclus également la présence des oiseaux suivants : le canard siffleur, le courlis, le courlis corlieu, l'aigrette garzette, l'oie cendrée, l'huîtrier pie, le bécasseau maubèche, le bécasseau variable, la barge à queue noire, le chevalier gambette, la mouette rieuse, le grèbe à cou noir.
C'est aussi un lieu de repos migratoire important pour la spatule blanche (Platalea leucorodia), un oiseau au plumage blanc qui migre depuis ses colonies de reproduction aux Pays-Bas vers le sud, en survolant la côte française, pour atteindre les marais de Santoña, où il se repose quelques jours, avant de poursuivre son voyage vers l'Afrique où il hiverne. En expansion, avec quelques individus en hibernation. Ainsi, SEO/Birdlife estime qu'un tiers de la population européenne de l'espèce passe par Santoña à chaque étape.
L'observation des oiseaux peut se faire à toutes les saisons de l'année, bien que les meilleurs mois commencent en août et septembre, avec l'arrivée des hérons et des échassiers. Par la suite, les premières oies et canards commencent à arriver en octobre et novembre, jusqu'à fin décembre et début janvier, lorsque la plus grande concentration d'oiseaux se produit dans le marais. C'est alors que le marais abrite une population de 10 000 à 20 000 oiseaux, de 50 espèces différentes.

### Protection
Le marais de Santoña est un site Ramsar depuis 1994, une zone importante pour la conservation des oiseaux depuis 2007, un site Natura 2000 (site d'importance communautaire ES1300007, zone de protection spéciale ES0000143).

## Menaces
Les menaces identifiées par le BirdLife pour le parc naturel sont les suivantes : les plans d'industrialisation qui incluent le remblayage des marais ; projets d'élevage marin en cours à l'intérieur des marais ; routes ; les rejets urbains et industriels ; braconnage intense et tourisme incontrôlé.

### Les nappes de pétrole
En 1999, diverses espèces d'oiseaux imprégnés d'hydrocarbures sont arrivées dans le parc après le naufrage de l'Erika au large des côtes bretonnes. La marée noire provoquée par le Prestige fin 2002 a gravement affecté les plages du milieu naturel du parc, entre Ajo et Monte Buciero, plaçant un dispositif de protection à l'entrée de l'estuaire pour protéger les marais.